# Diva (apodo)

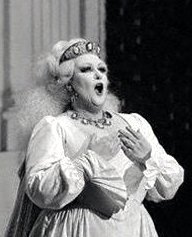
Montserrat Caballé es considerada una diva lírica.

En música clásica, una diva es una cantante de renombre que se caracteriza por tener una voz excepcional. Guarda similitud con el término italiano prima donna. En latín y en italiano, la palabra diva significa «divina» y es la forma femenina de la palabra latina divus. También se utiliza el equivalente masculino divo, aunque es conceptualmente erróneo. 
Las características técnicas de una diva son generalmente una voz potente y bien proyectada acompañada de un temperamento fuerte, que en muchas ocasiones se prolongaba más allá de los escenarios. Se asume (y forma parte de su encanto) que una diva marca exigencias para actuar y para todo lo relativo a su profesión; en ocasiones estos requisitos llegan a lo caprichoso y extravagante. Además una diva mantiene en su vida privada una actitud distante y egocéntrica. En general este prejuicio sobre las estrellas de la ópera no es real, o al menos no coincide con las figuras operísticas actuales, que son más cercanas a su público. 
El calificativo de diva se otorgaba únicamente a figuras de máximo nivel, que por sí solas arrastraban al público a los teatros. El timbre de una diva es de una extraordinaria belleza (Montserrat Caballé, Renata Tebaldi) o bien muy expresivo (Maria Callas) o de gran registro (5 octavas) como es el caso de Mariah Carey, Dame Shirley Bassey o Sarah Brightman. El repertorio de predilección es a menudo el bel canto tardío (Rossini) y romántico (Bellini, Donizetti), ya que las partituras permiten deslumbrar por el virtuosismo requerido y la libertad de improvisación que se deja a la intérprete, ofreciendo a la vez momentos de gran belleza. Son particularmente propicios a provocar la fascinación del público los papeles imponentes por su naturaleza histórica (tales como los de grandes reinas como Isabel I de Inglaterra) o por su destino trágico (heroínas novelescas tales como Lucia di Lammermoor) o la sacerdotisa druida Norma de Bellini.
Hasta el siglo XVIII, el castrato sustituyó a la prima donna en el corazón del público. A partir de la segunda mitad del XIX, fue el tenor quien se impuso como intérprete principal de las obras líricas, lo que explica la existencia del equivalente masculino divo. La figura de la diva conoció una nueva gloria a mediados del siglo XX con Maria Callas, quien se impuso con una voz muy potente, de una tesitura fuera de lo común pero también por un intenso juego escénico. Su firma discográfica la respaldó y difundió su voz al gran público.
Actualmente, la diva per se está pasada de moda y no parece que haya mujeres cantantes dotadas de un aura de romanticismo y misterio suficiente para ser consideradas divas, aunque cantantes como Angela Gheorghiu y Kathleen Battle tienen "arranques de diva" (reacciones coléricas o caprichosas) bien conocidos. Célebres intérpretes tales como Anna Netrebko no tienen ese misterio que convertía en excepcional cada aparición de Callas (no existe ninguna grabación en vídeo de Callas a lo largo de una ópera entera), sino que prefieren vivir como mujeres modernas y su arte ya no está restringido a un público selecto.
En 1982, el cineasta francés Jean-Jacques Beneix realizó el largometraje Diva, donde una misteriosa cantante de ópera (interpretada por la soprano Wilhelmenia Fernández) no dejaba que sus actuaciones fueran grabadas motivando un thriller entre sus seguidores. La película está inspirada en divas que no dejaron grabaciones comerciales (como el caso de la soprano turca Leyla Gencer) y en el fenómeno de la diva afroamericana en ópera como Jessye Norman o Shirley Verrett, muy populares en Francia.
En 2004, Pasqual Mas i Usó publicó la novela Diva basada en la cantante Hermínia Gómez (Almazora, 1891-Ventimiglia, 1970), conocida como "La Spagnoletta".
La revista Time observó en su edición del 21 de octubre de 2002 ( Archivado el 3 de febrero de 2009 en Wayback Machine.):
Originalmente se empleaba el concepto de diva para designar a las grandes cantantes de ópera, casi siempre sopranos como Maria Callas, poseídas por un magnetismo en el escenario fuera de lo común, pero posteriormente se utilizaría también para describir a otras mujeres célebres, fueran cantantes de música pop, actrices o atletas.